# Prisca Abah
Prisca Abah, née le 13 décembre 1999, est une  mannequin ghanéenne et lauréate du prix de mannequin féminin du Ghana Outstanding Women Awards (GOWA) en 2018. 

## Biographie

### Origines et Formations
Prisca Abah nait le 13 décembre 1999 à Accra où elle grandit  avec ses parents.

### Carrière
En 2018, elle obtient  le prix de mannequin féminin de l'année lors de la première édition des GOWA. La même année, elle est couronnée Top Model pour la première édition du Ghana Modelling Industry and Heroes Awards, organisée par le Models Union of Ghana (MODUGA), .
Elle  occupe le poste de directrice  du protocole à l'Office des Nations Unies  pour la jeunesse  (ONUJC) au Ghana. En tant qu'ambassadrice des jeunes, elle représente le Ghana à la 2e Conférence et exposition mondiale sur le riz durable en Thaïlande en 2019 dans le cadre de l'ODD 12 ,, . 
Prisca  défile lors de prestigieux événements de mode au Ghana, tels que la Lagos Fashion and Design Week en collaborant avec des créateurs de renom, dont Ejiro Amos Tafiri ,.

## Distinctions
- Lauréat du prix Gh Top Model 4 Star Diamond Award [10]
- Prix Afroma - Modèle de défilé de l'année 2017 [11]
- Mannequin féminin de l’année 2018 – Ghana Outstanding Awards [12]
- Top Model de l’année 2018 – Ghana Modeling Industry and Heroes Awards [13]